# Банкильон, Одетта
| Открытые астероиды: 1 | Открытые астероиды: 1 |
| --------------------- | --------------------- |
| (1333) Севенола       | 20 февраля 1934       |

Одетта Банкильон (фр. Odette Bancilhon, 1908—1993) — французская женщина-астроном и первооткрывательница астероидов, которая в 30-е — 40-е годы работала в Алжирской обсерватории, а с 1949 года начала работать в Королевской обсерватории Бельгии. 20 февраля 1934 года ею был обнаружен астероид (1333) Севенола. Вышла замуж за своего коллегу астронома Альфреда Шмита примерно между 1940 и 1948 годом. С 1956 по 1958 год была директором Астрономической обсерватории в Кито. Вышла на пенсию в 1964 году.
В знак признания заслуг этого астронома одному из астероидов было присвоено ее имя (1713) Банкильон.